# James Collins (bàsquet)
James Edgar Collins, (Jacksonville, Florida, 5 de novembre de 1973) és un exjugador de bàsquet nord-americà. Amb 1.93 d'alçada, el seu lloc natural a la pista era el d'escorta.

## Carrera esportiva
Es va formar en l'equip de l'institut de Jacksonville, Florida, i va jugar quatre anys a l'NCAA amb l'equip de la Florida State University. Va ser triat en el lloc 37 del draft de l'NBA del 1997 pels Sixers, però Los Angeles Clippers van comprar els seus drets aquella mateixa temporada. La temporada següent va jugar a la CBA, i en el mes de novembre de 1999 va ser el salt a Europa per jugar a la lliga francesa, jugant amb l'Strasbourg IG. El mes de març d'aquella temporada és contractat pel Pinturas Bruguer de la lliga ACB fins a final de temporada, per substituir el lesionat Serguei Babkov. La temporada següent se'n tonaria a la CBA, per passar més tard a jugar en la lliga veneçolana i a la lliga italiana, on es retiraria el 2007 com a jugador del Fabriano Basket.